# Este-Alcosa-Torreblanca
Este-Alcosa-Torreblanca es uno de los once distritos en que está dividida a efectos administrativos la ciudad de Sevilla, capital de la comunidad autónoma de Andalucía, en España. 
Está situado en el área oriental del municipio. Limita al sur con el municipio de Alcalá de Guadaíra y el distrito Cerro-Amate; al este con el municipio de Carmona; al norte, con el municipio de La Rinconada y el distrito Norte; y al oeste con el distrito San Pablo-Santa Justa.

## Barrios
- Sevilla Este
- Torreblanca
- Parque Alcosa[2]

## Comunicaciones
El Distrito Este-Alcosa-Torreblanca está casi perfectamente delimitado por tres vías de comunicación mayores: la A-4 en dirección Córdoba, la A-92 en dirección Granada y la autovía de circunvalación SE-30. Con respecto a las vías interiores del distrito, destaca la Avenida de las Ciencias, que surca el barrio de Sevilla Este.
El distrito está comunicado con la red de Cercanías de Renfe mediante la estación de Palacio de Congresos, por donde pasa la línea circular C-4.
Las líneas de TUSSAM que paran en el distrito son las siguientes:
| Línea | Destino |
| ----- | --- |
| 22    | Prado San Sebastián - Nervión - Av. de Andalucía - Avenida de las Ciencias - Avenida de Emilio Lemos         |
| 27    | Casco Antiguo - Nervión - Av. Montes Sierra - Alcalde Luis Uruñuela - Avenida de las Ciencias                |
| 28    | Prado San Sebastián - Parque Alcosa (por Av. Kansas City)                                                    |
| 29    | Prado San Sebastián - Torreblanca                                                                            |
| 39    | C.C. Los Arcos - Hacienda San Antonio (PARSI)                                                                |
| B4    | Torreblanca - Alcosa - Gran Plaza                                                                            |
| C6    | Circular Macarena Norte: Alcosa - Aeropuerto Viejo - San Jerónimo - Pino Montano - Valdezorras - El Gordillo |
| EA    | Prado San Sebastián - Aeropuerto                                                                             |